# Латинський кубок 1950
Другий розіграш Латинського кубка, що проводився з 10 червня по 18 червня 1950 року. Цей міжнародний футбольний клубний турнір розігрувався переможцями національних чемпіонатів Іспанії, Італії, Португалії та Франції. Країною-господаркою стала Португалія. Переможцем стала португальська «Бенфіка».
Кубок був заснований футбольними федераціями чотирьох романськомовних країн Західної Європи. Матчі кубку проводились в одній країні, по черзі в кожній з країн-учасниць. Розіграш кубка влаштовувався влітку по закінченні поточного сезону національних чемпіонатів. Змагання складалися з двох півфіналів, матчу за третє місце і фінального матчу.

## Учасники
| N° | Країна     | Команда    | Ліга                                  |
| -- | ---------- | ---------- | ------------------------------------- |
| 1  | Італія     | «Лаціо»    | 4 місце чемпіонату Італії 1949-50     |
| 2  | Іспанія    | «Атлетіко» | 1 місце чемпіонату Іспанії 1949-50    |
| 3  | Португалія | «Бенфіка»  | 1 місце чемпіонату Португалії 1949-50 |
| 4  | Франція    | «Бордо»    | 1 місце чемпіонату Франції 1949-50    |

Латинський кубок 1950 розугрувався в Лісабоні в той самий час, коли відбувався Чемпіонат світу в Бразилії. Саме з цієї причини призери чемпіонату Італії «Ювентус», «Мілан» і «Інтер» відмовились від участі в змаганнях, адже їх провідні футболісти поїхали на мундіаль. Натомість 4-й призер Серії А «Лаціо» погодився виступити, незважаючи на те, що в збірну Італії вирушили і його гравці. Чемпіон Іспанії «Атлетіко» також делегував своїх футболістів у збірну Іспанії, але зіграв у Лісабоні. Збірні Франції і Португалії участі в Чемпіонаті світу не брали, тому чемпіони цих країн мали можливість виступити в найсильніших складах. У підсумку саме «Бенфіка» і «Бордо» вийшли до фіналу Латинського кубка.

## Півфінали
| 10.06.1950 |

| «Бенфіка»                      | 3:0 (2:0)  | «Лаціо» |
| ------------------------------ | ---------- | ------- |
| Росаріу 7' Піпі 27' Дуарте 76' | (Протокол) |         |

| «Національний стадіон», Лісабон Арбітр: Хуліан Арке Мартін |

«Бенфіка»: Жозе Бастуш — Жасінту Маркеш, Фелікс Антунеш, Жоакім Фернандеш — Жозе Естевау, Жозе да Кошта, Франсиску Морейра, Рожеріу де Карвалью «Піпі» — Едуарду Корона, Жуліу Корея «Жулінью», Арсеніу Дуарте. Тренер: Тед Сміт.
«Лаціо»: Альдо де Фаціо — Франческо Антонацці, Сержіо Плачентіні, Ернесто Сандроні — Енріке Фламіні, Маріо Магріні, Гульєльмо Тревізан — Ференц Ньєрш, Альдо Пуччінеллі, Діонісіо Арсе, Серафіно Монтанарі. Тренер: Маріо Спероне.
| 10.06.1950 |

| «Бордо»                                | 4:2 (2:0)  | «Атлетіко»                  |
| -------------------------------------- | ---------- | --------------------------- |
| Каргу 16', 88' Доє 44' Бабот 90' (аг.) | (Протокол) | 48' Л.Бенбарек 48' Карлссон |

| «Національний стадіон», Лісабон Арбітр: Паулу де Олівейра |

«Бордо»: Жан-Гай Астрессе — Жорж Мерін'як, Жан Святек, Мануель Гарріга — Рене Галліс, Бен Каддур Барек, Андре Доє, Рене Персільйон — Мустафа Бенбарек, Едуар Каргу, Бертус де Гардер. Тренер: Андре Жерар.
«Атлетіко»: Марсель Домінго — Рафаель Лесмес, Жоан Бабот, Хуліан Куенка — Пабло Ольмедо, Мануель Фаріас, Генрі Карлссон, Хосе Ернандес — Ларбі Бенбарек, Сальвадор Еструч, Паїньйо. Тренер: Еленіо Еррера.

## За третє місце
| 11.06.1950 |

| «Атлетіко»                      | 2:1 (2:0)  | «Лаціо»                                    |
| ------------------------------- | ---------- | ------------------------------------------ |
| Л.Бенбарек 10' Ескудеро 16' 80' | (Протокол) | 73' Ф.Ньєрш 13' Антонацці 35' В.Сентіменті |

| «Національний стадіон», Лісабон Арбітр: Габріель Тодьяманн |

«Атлетіко»: Вісенте Даудер — Рафаель Лесмес, Тінте, Хосе Луїс Рієра — Пабло Ольмедо, Мануель Фаріас, Генрі Карлссон, Агустін Санчес — Ларбі Бенбарек, Сальвадор Еструч, Адріан Ескудеро. Тренер: Еленіо Еррера.
«Лаціо»: Джорджіо Фйораванті — Франческо Антонацці, Сержіо Плачентіні, Ренато Спуріо — Енріке Фламіні, Романо Пенцо, Вітторіо Сентіменті — Ференц Ньєрш, Альдо Пуччінеллі, Норберт Геффлінг, Серафіно Монтанарі. Тренер: Маріо Спероне.

## Фінал
| 11 червня 1950 |

| «Бенфіка»                                             | 3:3 (2:3)  | «Бордо»                                |
| ----------------------------------------------------- | ---------- | -------------------------------------- |
| Арсеніу Дуарте 3' Едуарду Корона 17' Раул Пашкуал 56' | (Протокол) | 21', 36' Андре Доє 43' Рене Персільйон |

| «Національний стадіон», Лісабон Арбітр: Габріель Тодьяманн |

|          |    |                   |  |
|          |    |                   |  |
| ВР       | 1  | Жозе Бастуш       |  |
| ЗХ       | 2  | Фелікс Антунеш    |  |
| ЗХ       | 3  | Жасінту Маркеш    |  |
| ЗХ       | 4  | Жоакім Фернандеш  |  |
| ПЗ       | 5  | Жозе да Кошта     |  |
| ПЗ       | 6  | Франсиску Морейра |  |
| НП       | 7  | Рауль Пашкуал     |  |
| НП       | 8  | Арсеніу Дуарте    |  |
| НП       | 9  | Жулінью           |  |
| НП       | 10 | Едуарду Корона    |  |
| НП       | 11 | Рожеріу Піпі      |  |
| Тренер:  |    |                   |  |
| Тед Сміт |    |                   |  |

|                  |    |                  |  |
|                  |    |                  |  |
| ВР               | 1  | Жан-Гай Астрессе |  |
| ЗХ               | 2  | Жан Святек       |  |
| ЗХ               | 3  | Жорж Меріньяк    |  |
| ЗХ               | 4  | Рене Галліс      |  |
| ПЗ               | 5  | Рене Персільйон  |  |
| ПЗ               | 6  | Гай Меньє        |  |
| НП               | 7  | Бен Каддур Барек |  |
| НП               | 8  | Мануель Гарріга  |  |
| НП               | 9  | Андре Доє        |  |
| НП               | 10 | Едуар Каргу      |  |
| НП               | 11 | Мустафа Бенбарек |  |
| Головний тренер: |    |                  |  |
| Андре Жерар      |    |                  |  |

## Фінал. Перегравання
| 18 червня 1950 |

| «Бенфіка»                       | 2:1 (0:1, 0:0) | «Бордо»         |
| ------------------------------- | -------------- | --------------- |
| Арсеніу Дуарте 90' Жулінью 146' | (Протокол)     | 21' Едуар Каргу |

| «Національний стадіон», Лісабон Глядачів: 25 000 Арбітр: Бертольйо |

|          |    |                   |  |
|          |    |                   |  |
| ВР       | 1  | Жозе Бастуш       |  |
| ЗХ       | 2  | Фелікс Антунеш    |  |
| ЗХ       | 3  | Жасінту Маркеш    |  |
| ЗХ       | 4  | Жоакім Фернандеш  |  |
| ПЗ       | 5  | Жозе да Кошта     |  |
| ПЗ       | 6  | Жозе Росаріу      |  |
| НП       | 7  | Франсиску Морейра |  |
| НП       | 8  | Рожеріу Піпі      |  |
| НП       | 9  | Едуарду Корона    |  |
| НП       | 10 | Жулінью           |  |
| НП       | 11 | Арсеніу Дуарте    |  |
| Тренер:  |    |                   |  |
| Тед Сміт |    |                   |  |

|                  |    |                  |  |
|                  |    |                  |  |
| ВР               | 1  | Жан-Гай Астрессе |  |
| ЗХ               | 2  | Жан Святек       |  |
| ЗХ               | 3  | Жорж Меріньяк    |  |
| ЗХ               | 4  | Рене Галліс      |  |
| ПЗ               | 5  | Рене Персільйон  |  |
| ПЗ               | 6  | Гай Меньє        |  |
| НП               | 7  | Бен Каддур Барек |  |
| НП               | 8  | Мануель Гарріга  |  |
| НП               | 9  | Андре Доє        |  |
| НП               | 10 | Едуар Каргу      |  |
| НП               | 11 | Мустафа Бенбарек |  |
| Головний тренер: |    |                  |  |
| Андре Жерар      |    |                  |  |

## Найкращі бомбардири
| Місце | Гравець                     | Голи |
| ----- | --------------------------- | ---- |
| 1     | Арсеніу Дуарте («Бенфіка»)  | 3    |
| 1     | Андре Доє («Бордо»)         | 3    |
| 1     | Едуар Каргу («Бордо»)       | 3    |
| 4     | Ларбі Бенбарек («Атлетіко») | 2    |